# Beauty Farm
Beauty Farm es un conjunto vocal fundado por Markus Muntean y Bernhard Trebuch en el año 2014 dedicado a la polifonía franco-flamenca.
Es una formación internacional basada en la cartuja de Mauerbach, situada en Mauerbach, Austria. Sus cantantes son miembros de otros conocidos conjuntos vocales como Capilla Flamenca, Huelgas Ensemble, Vox Luminis, Collegium Vocale Gent y Graindelavoix. Graban en exclusiva para el sello austriaco "Fra Bernardo".
Tanto Bernhard Trebuch como Markus Muntean habían estado involucrados previamente en el proyecto musical The Sound and The Fury, que puede considerarse como el precedente de esta formación.

## Discografía
- 2015 – Gombert: Motets (Fra Bernardo 150421 - 2 CD).
- 2016 – Gombert: Motets II (Fra Bernardo 1612457 - 2 CD).
- 2017 – Ockeghem: Masses (Fra Bernardo 1701743).
- 2017 – Bauldeweyn: Masses (Fra Bernardo 1709761 - 2 CD).
- 2018 – La Rue: Masses (Fra Bernardo 1800751 - 2 CD).
- 2019 – Obrecht: Masses (Fra Bernardo 1905157 - 2 CD).
- 2019 – Ockeghem: Masses 2 (Fra Bernardo 1909373 - 2 CD).
- 2020 – Gombert: Masses (Fra Bernardo 200 5329 - 2 CD).
- 2021 – Palestrina: Missa Papae Marcelli (Fra Bernardo 2017671).